# 阿尾城
阿尾城（あおじょう）は、富山県氷見市阿尾字島尾にあった日本の城。富山県指定史跡。とやま城郭カードNo.35。

## 概要
富山湾に面した独立丘陵の城ケ崎に築かれた戦国時代の山城である。
能登へ向かう街道と海上交通をおさえる要衝に位置し、戦国末期の城主として肥後菊池氏の末裔である菊池武勝・安信親子が知られる。
菊池武勝は上杉謙信に従った後、織田信長と結び、越中入りした佐々成政配下として活躍した。信長死後は成政と対立した前田利家方につき、佐々成政に攻められるも前田勢の加勢により撃退している。菊池氏は前田方についた後も阿尾城への居城と知行1万石を安堵されたものの、慶長元年（1596年）に当主が没すると阿尾城もまもなく廃城となった。
なお、菊池氏が前田方についた天正13年（1585年）、阿尾城に入った前田方の武将のひとりが傾奇者として知られる前田慶次郎である。城主だったとする見方もあるものの、実際に城にとどまったのは5～7月ごろまでの3か月ほどだと考えられている。
1989年から1992年にかけて氷見市教育委員会が行った発掘調査の結果、明確な城郭遺構は確認されなかった。ただし、伝二の丸・伝三の丸地区で15世紀から16世紀の遺物が出土しており、ここを中心に城として機能していたと考えられている。
2012年には武勝から数えて16代目に当る子孫が阿尾城跡にある榊葉乎布（さかきばこふ）神社を訪れて春祭りに参加している。